# Die Faust der Rebellen
Die Faust der Rebellen ist ein US-amerikanischer Kriminalfilm aus dem Jahr 1972. Der Film entstand nach dem Buch Sister of the Road: The Autobiography of Boxcar Bertha von Ben Reitman.

## Handlung
Der Film spielt in Arkansas während der Weltwirtschaftskrise der 1930er Jahre. Die 16-jährige Farmerstochter Bertha Thompson verliert ihren Vater durch einen Flugzeugabsturz. Bertha ist nun ein Waisenkind und sie beginnt ein neues Leben auf der Straße. Einzige Freunde sind der Schwarze Von Morton und der Bahngewerkschaftskämpfer Big Bill Shelly, der sie in einem Eisenbahnwagen verführt. Sie verbringt mit ihm ihre erste Liebesnacht. Am nächsten Morgen ist er jedoch fort. In ihren Schuhen findet das mittellose Mädchen jedoch etwas Geld. Dies vermehrt sie bei einem Würfelspiel. Dabei lernt sie den Spieler Rake Brown kennen. Die beiden werden ein Paar. Als Rake Brown bei einem Pokerspiel des Falschspiels überführt wird, erschießt Bertha Rakes Widersacher. Bertha und Rake müssen fliehen und springen auf einen fahrenden Güterwagen. Dort trifft Bertha wieder auf Bill Shelly. Rake muss erkennen, dass Berthas Zuneigung Big Bill Shelly gehört. Der Gewerkschaftskämpfer gerät mit Rake und weiteren Männern in Polizeigewahrsam. Nur Bertha kann vor der Polizei fliehen.
Im Gefängnis trifft Bill wieder auf Von Morton. Ein Massaker an den Gefangenen durch die beiden Killer des Bahnchefs Sartoris, McIver 1 und McIver 2, überleben nur Bill, Von Morton und Rake. Sie werden zu Zwangsarbeit verurteilt. Dort werden sie von Bertha schließlich befreit. Bertha und die Männer beginnen nun ihren Kampf gegen den Bahnchef Buckram Sartoris. Sie überfallen Züge der Reader Railroad und berauben sogar die Gäste einer Party des Bahnchefs. Bei einem weiteren Überfall auf Sartoris ist dieser vorbereitet und die McIvers töten Rake Brown. Bertha kann entkommen, aber Bill und Von Morton landen wieder in einem Zwangsarbeitslager. Bertha schlägt sich als Prostituierte durch und trifft durch Zufall auf Von Morton, der mit Bill aus dem Lager fliehen konnte. Sie haben sich in einer abgelegenen Hütte versteckt. Bertha und Bill fallen sich in die Arme, aber schon tauchen die McIvers auf. Bill wird von den Häschern an einem Güterwaggon gekreuzigt, während Bertha die Ermordung ihres Geliebten mitansehen muss. Von Morton erscheint und erschießt die Killer und ihre Helfer. Der Zug fährt mit dem Gekreuzigten davon, Bertha läuft nebenher, aber der Zug wird immer schneller.

## Kritiken
„In Ansätzen eindringlich, erstickt die sozialkritische Ambition in Brutalität und Blut.“

„"Die Faust der Rebellen" ist ein unheimlich interessanter Film [...] (Scorsese) führt die Schauspieler und die Kamera gut und innerhalb der Grenzen dieser Geschichte schafft er es seine eigene Vision zu verwirklichen.“

## Produktionsnotizen
Nach dem Erfolg Bloody Mama, einem Film über die Verbrecherin Ma Barker, wollte Roger Corman einen weiteren Film über weibliche Gangster drehen. Seine Ehefrau Julie Corman recherchierte und stieß auf die Geschichte von Boxcar Bertha. Martin Scorsese wurde engagiert. Ihm wurden die Hauptdarsteller Barbara Hershey, David Carradine und Barry Primus zur Verfügung gestellt. Außerdem durfte er 24 Tage in Arkansas drehen.

## Trivia
Martin Scorsese hat einen Cameo-Auftritt als Freier in einer Bordellszene.
Der Film war in Deutschland zunächst ab 18 Jahren freigegeben. Für die DVD-Veröffentlichung wurde er 2004 auf FSK 16 heruntergestuft.